# Birch Tree
Birch Tree est une ville du comté de Shannon, dans le Missouri, aux États-Unis.